# Kabinet-Den Uyl
Het kabinet-Den Uyl was het Nederlandse kabinet van 11 mei 1973 tot 19 december 1977. Het kabinet werd gevormd door de politieke partijen Partij van de Arbeid (PvdA), Katholieke Volkspartij (KVP), Anti-Revolutionaire Partij (ARP), Politieke Partij Radikalen (PPR) en de Democraten '66 (D'66) na de Tweede Kamerverkiezingen van 1972. Het centrumlinkse kabinet-Den Uyl was een extraparlementair kabinet dat zowel in de Eerste Kamer als de Tweede Kamer kon rekenen op een ruime meerderheid. Het kabinet-Den Uyl was het meest progressieve kabinet in de parlementaire geschiedenis en het eerste waarin de D'66 en PPR deelnamen.

## Verloop
Het motto van dit kabinet was: Spreiding van kennis, macht en inkomen. Het kabinet streeft naar verkleining van inkomensverschillen, onder meer door belastingmaatregelen. Er werden verhogingen doorgevoerd van onder meer de Bijstandswet en de Algemene Ouderdomswet (AOW). Het minimumjeugdloon en de individuele huursubsidie worden ingevoerd. Het kabinet besluit tot extra investeringen in onder meer volkshuisvesting, welzijn en onderwijs, maar moet vanwege de moeilijke economische omstandigheden vanaf 1975 de groei van de overheidsuitgaven beperken. In 1976 probeert het kabinet de stijging van de lonen in te perken (een 'loonmaatregel'), maar de automatische prijscompensatie (voor inflatie) blijft bestaan.
Het kabinet reageert op de oliecrisis van november 1973 met een Machtigingswet Inkomensvorming, met het instellen van benzinedistributie en door de afkondiging van enkele autoloze zondagen. Op 1 december 1973 spreekt minister-president Joop den Uyl de bevolking via radio en tv toe over de gevolgen van de crisis. De gevolgen van de internationale economische crisis blijven nog beperkt, doordat Nederland profiteert van extra aardgasopbrengsten. Wel is de inflatie erg hoog en komen de rendementen van bedrijven door hoge lasten steeds meer onder druk te staan. Enkele sectoren (textiel, scheepsbouw) kunnen de concurrentiestrijd met het buitenland niet aan, waardoor de werkloosheid oploopt tot boven de 200.000. Als gevolg van de oliecrisis besluit het kabinet tot een autoloze zondag.
De zaak-Menten was een politieke affaire uit 1976 naar aanleiding van de mislukte arrestatie van de Blaricumse miljonair en veroordeelde oorlogsmisdadiger Pieter Menten. Bij deze affaire kreeg vicepremier en minister van Justitie Dries van Agt veel kritiek, waardoor de relatie tussen PvdA en het toekomstige CDA veel schade opliep.

### Lockheed-Affaire
De Lockheed-affaire in 1976 was een omkoopschandaal waarbij prins Bernhard, de echtgenoot van Koningin Juliana, was betrokken. Tijdens een hoorzitting van de Amerikaanse senaat werd op 6 februari 1976 openbaar dat een "hoge regeringsfunctionaris in Nederland" steekpenningen zou hebben ontvangen. Al snel werd duidelijk dat het hier ging om prins Bernhard. Hoewel de prins nadrukkelijk ontkende geld te hebben aangenomen, besloot het kabinet drie dagen later een commissie van wijzen in te stellen, bestaande uit Andreas Matthias Donner (rechter bij het Europees hof voor Justitie), Marius Holtrop (voormalig president van De Nederlandsche Bank) en de voorzitter van de Algemene Rekenkamer Henri Peschar.
De bevindingen van de commissie en de conclusies van de regering werden op 26 augustus 1976 door minister-president Den Uyl in de Tweede Kamer gepresenteerd, en dreigden te leiden tot een constitutionele crisis. Van vervolging van prins Bernhard werd afgezien, maar de prins moest zijn functies in het bedrijfsleven en bij de krijgsmacht neerleggen en werd geadviseerd in het openbaar niet meer in militair uniform te verschijnen. Zijn voorzitterschap van de Bilderbergconferenties legde hij per direct neer. Minister-president Joop den Uyl werd alom geprezen voor zijn behandeling van de affaire.
In het kader van het Deltaplan vonden uitgebreide discussies plaats over het geheel of gedeeltelijk afsluiten van de Oosterschelde, waarbij milieueffecten een belangrijke rol speelden. Er werd uiteindelijk gekozen voor een afsluitbare stormvloedkering met grote schuiven die bij zware storm gesloten kunnen worden, zodat het hoogwater niet de Oosterschelde binnen kan komen.

### Buitenlandse politiek
Op het gebied van de buitenlandse politiek zette dit kabinet zich onder meer in voor meer ontwikkelingssamenwerking en verbetering van de mensenrechten. Er ontstonden felle meningsverschillen over abortus. Minister Dries van Agt wilde de abortuskliniek Bloemenhove in Heemstede sluiten, maar dat werd verhinderd door een bezetting. Er werden diverse maatregelen genomen voor de verkeersveiligheid (verplichte bromfietshelm, autogordels en alcoholtest).
Het kabinet, en met name de PvdA, kwam met een viertal hervormingsvoorstellen op sociaal-economisch gebied:
- Vermogensaanwasdeling (VAD) is het laten delen in de winst van een bedrijf door de werknemers, in de vorm van collectief beheerde aandelen.
- Wet op de Ondernemingsraden (WOR) regelt de inspraak en medezeggenschap binnen een bedrijf.
- Wet op de Investeringsrekening (WIR) stimuleert werkgevers om hun bedrijfsinvesteringen in maatschappelijk gewenste banen te leiden (zoals milieu, werkgelegenheid en regionale ontwikkeling).
- Grondpolitiek. Maatregelen om speculatie te voorkomen van grond dat bestemd was voor uitbreidingsplannen.

Deze voorstellen werden niet meer aangenomen door het kabinet-Den Uyl, omdat het kabinet voortijdig werd opgeheven. De Wet op de Ondernemingsraden en de Wet op de Investeringsrekening werden (in gewijzigde vorm) aangenomen door het volgende kabinet-Van Agt I. De besluitvorming over de Vermogensaanwasdeling zou behandeld worden in maart 1977, maar toen had er inmiddels al een kabinetscrisis plaatsgevonden over de grondpolitiek.
De voormalige kolonie Suriname werd op 25 november 1975 een onafhankelijke republiek. Veel inwoners van dat land emigreerden naar Nederland.
Op 22 maart 1977 boden de ministers van de confessionele partijen hun ontslag in bij de koningin. Dat was twee maanden voordat de verkiezingen zouden plaatsvinden. Die verkiezingen werden overschaduwd door de treinkaping bij De Punt en de gijzeling van een lagere school in Bovensmilde, die beide werden uitgevoerd door Molukkers.
De politieke en karakterverschillen tussen minister-president Joop den Uyl (PvdA) en vicepremier en minister van Justitie Dries van Agt (KVP) waren zo groot dat het tot diverse aanvaringen leidde. De aanhoudende interne incidenten leidden vervolgens zelfs tot situaties waarin Van Agt niet eens op de hoogte werd gesteld over beslissingen die het kabinet had genomen tijdens vergaderingen waar hij niet bij aanwezig was geweest en moest vernemen in de pers. Vergelijkbare zaken en incidenten hadden een negatieve invloed op de verstandhouding tussen de PvdA en het tijdens de kabinetsperiode opgerichte CDA (met oppositiepartij CHU), wat gezien wordt als een van de oorzaken van de moeizame kabinetsformatie van 1977, waarin uiteindelijk de poging om tot een tweede kabinet-Den Uyl te komen mislukte.

### Personele wijzigingen
Op 1 november 1973 trad minister van Landbouw en Visserij Tiemen Brouwer (KVP) af vanwege zijn gezondheid, die kort na zijn aantreden werd getroffen door een hersenbloeding. Bij zijn vertrek speelde ook mee dat vanuit landbouwkringen kritiek was geuit op zijn geringe bestuurskracht. Hij werd diezelfde dag opgevolgd door staatssecretaris van Financiën Fons van der Stee (KVP) als minister van Landbouw en Visserij. Op 21 december 1973 werd Martin van Rooijen (KVP) die tot dan werkzaam was als het hoofd van de fiscale afdeling van Royal Dutch Shell benoemd tot zijn opvolger als staatssecretaris van Financiën.
Op 1 maart 1974 stapte staatssecretaris van Defensie Joep Mommersteeg (KVP) op vanwege gezondheidsproblemen. Op 11 maart 1974 werd brigadegeneraal Cees van Lent die tot dan werkzaam was als chef van de afdeling personeel van de Koninklijke Landmacht benoemd tot zijn opvolger als staatssecretaris van Defensie. Van Leent was pas in januari lid geworden van de KVP.

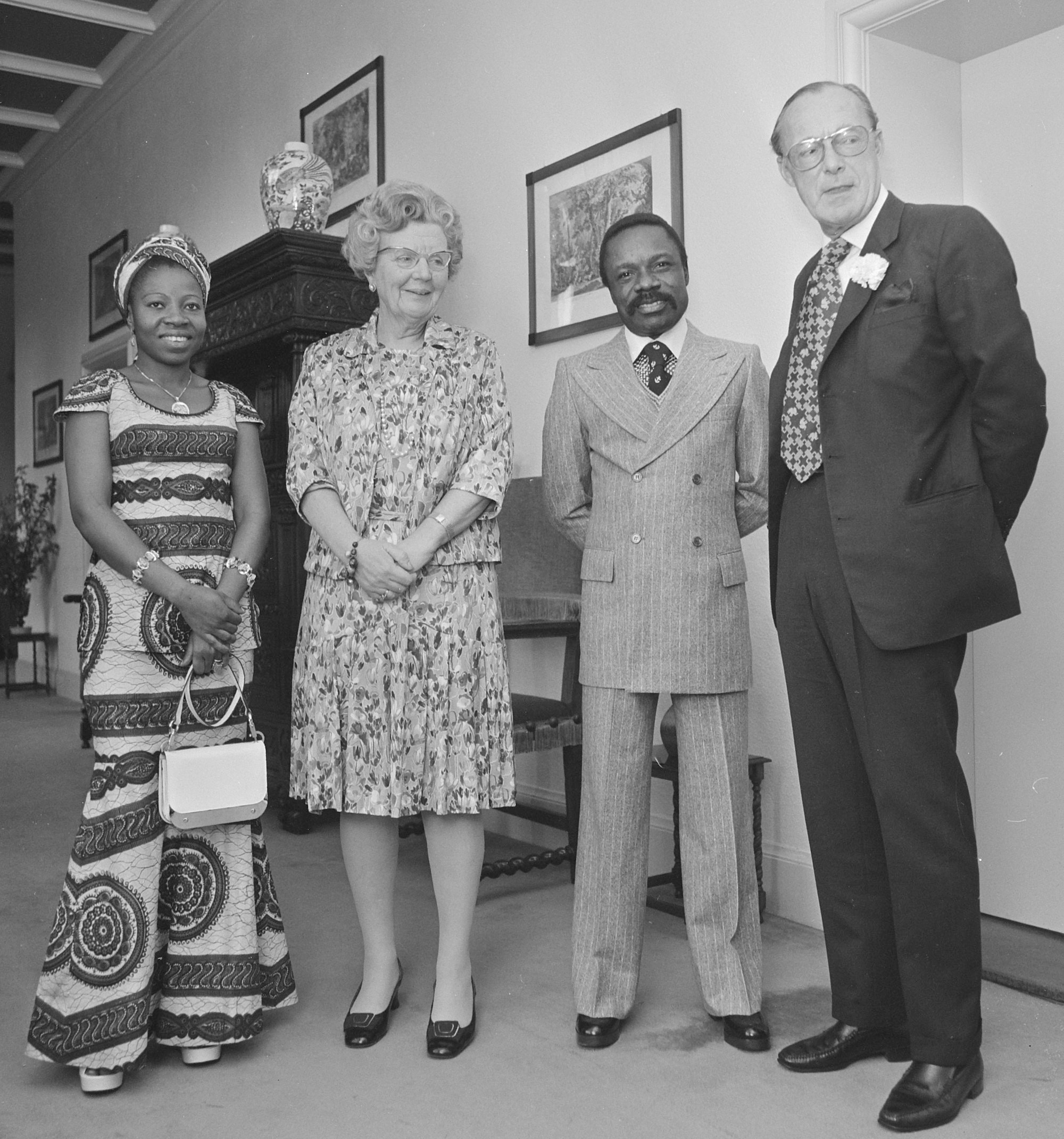
Presidentsvrouw Patience Dabany, Koningin Juliana, president van Gabon Omar Bongo en prins Bernhard op Paleis Soestdijk op 14 mei 1973.

Op 27 mei 1975 trad staatssecretaris van Justitie Jan Glastra van Loon (D'66) af door een conflict met de ambtelijke top van het ministerie, nadat hij in een interview kritiek had geuit op de leiding van het departement. Op 6 juni 1975 werd hij opgevolgd door de voormalig Utrechtse wethouder Henk Zeevalking (D'66).
Op 1 september 1975 stapte staatssecretaris van Onderwijs en Wetenschappen Antoon Veerman (ARP) op vanwege gezondheidsproblemen. Hij werd die dag opgevolgd door Klaas de Jong Ozn. (ARP), die tot dan werkzaam was geweest als rector van de christelijke scholengemeenschap in Amersfoort.
Op 1 januari 1977 trad minister van Defensie Henk Vredeling (PvdA) af nadat hij was benoemd tot eurocommissaris. Hij werd die dag opgevolgd door staatssecretaris van Defensie Bram Stemerdink (PvdA).

Op 1 mei 1977 trad staatssecretaris van Binnenlandse Zaken Wim Polak (PvdA) af, na te zijn benoemd tot burgemeester van Amsterdam.

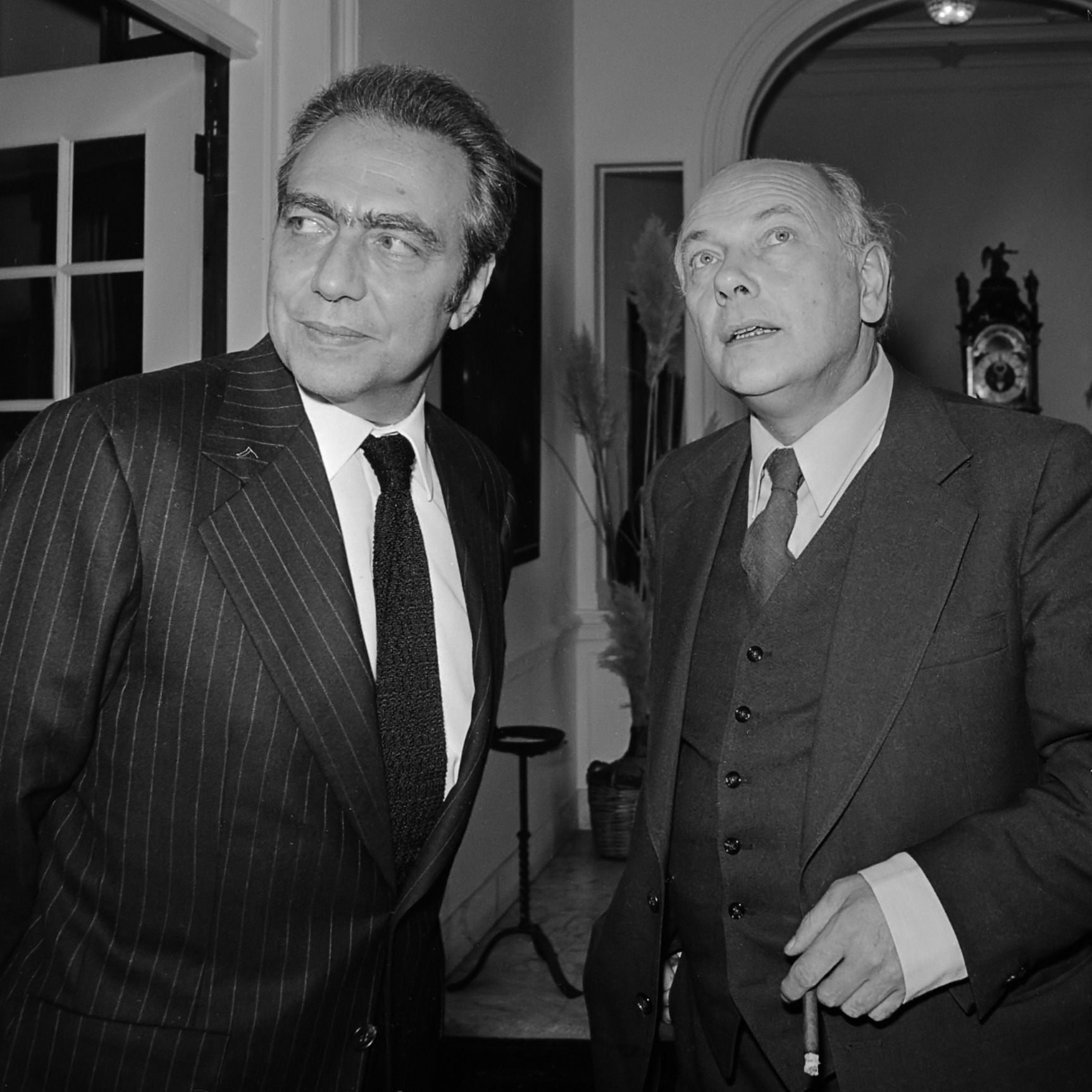
Voorzitter van de Europese Commissie François-Xavier Ortoli en minister-president Joop den Uyl op het Catshuis op 22 oktober 1973.

Op 8 september 1977 trad vicepremier en minister van Justitie Dries van Agt (KVP) af, omdat hij op grond van de Grondwettelijke bepalingen moet kiezen tussen het ministerschap en het Tweede Kamerlidmaatschap. Zijn functies werden overgenomen door minister van Binnenlandse Zaken en minister voor Surinaamse en Nederlands-Antilliaanse Zaken Wilhelm Friedrich de Gaay Fortman (ARP).
Om diezelfde reden traden tevens op 8 september 1977 de staatssecretarissen van Buitenlandse Zaken Laurens Jan Brinkhorst (D'66), Justitie Henk Zeevalking (D'66), Economische Zaken Ted Hazekamp (KVP), Onderwijs en Wetenschappen Ger Klein (PvdA), Volkshuisvesting en Ruimtelijke Ordening Marcel van Dam (PvdA) en Jan Schaefer (PvdA) en Cultuur, Recreatie en Maatschappelijk Werk Wim Meijer (PvdA) af.

## Ambtsbekleders
| Ambtsbekleders                         | Ambtsbekleders                 | Ambtsbekleders                                  | Ministers / Ministerie                       | Ministers / Ministerie | Termijn                              | Partij |
| -------------------------------------- | ------------------------------ | ----------------------------------------------- | -------------------------------------------- | --- | ------------------------------------ | ------ |
|                                        | J.M. (Joop) den Uyl            | drs. J.M. (Joop) den Uyl (1919–1987)            | Minister-president / Minister                | Algemene Zaken | 11 mei 1973 – 19 december 1977       | PvdA   |
|                                        | A.A.M. (Dries) van Agt         | mr. A.A.M. (Dries) van Agt (1931–2024)          | Vicepremier / Minister                       | Justitie | 6 juli 1971 – 8 september 1977       | KVP    |
|                                        | W.F. (Gaius) de Gaay Fortman   | mr.dr. W.F. (Gaius) de Gaay Fortman (1911–1997) | Vicepremier / Minister                       | Justitie | 8 september 1977 – 19 december 1977  | ARP    |
| Minister                               | W.F. (Gaius) de Gaay Fortman   | mr.dr. W.F. (Gaius) de Gaay Fortman (1911–1997) | Binnenlandse Zaken                           | 11 mei 1973 – 19 december 1977 |                                      | ARP    |
| Minister                               | W.F. (Gaius) de Gaay Fortman   | mr.dr. W.F. (Gaius) de Gaay Fortman (1911–1997) | Surinaamse en Nederlands- Antilliaanse Zaken | 11 mei 1973 – 25 november 1975 |                                      | ARP    |
| Minister                               | W.F. (Gaius) de Gaay Fortman   | mr.dr. W.F. (Gaius) de Gaay Fortman (1911–1997) | Nederlands- Antilliaanse Zaken               | 25 november 1975 – 19 december 1977 |                                      | ARP    |
|                                        | M. (Max) van der Stoel         | mr. M. (Max) van der Stoel (1924–2011)          | Minister                                     | Buitenlandse Zaken | 11 mei 1973 – 19 december 1977       | PvdA   |
|                                        | W.F. (Wim) Duisenberg          | dr. W.F. (Wim) Duisenberg (1935–2005)           | Minister                                     | Financiën | 11 mei 1973 – 19 december 1977       | PvdA   |
|                                        | R.F.M. (Ruud) Lubbers          | drs. R.F.M. (Ruud) Lubbers (1939–2018)          | Minister                                     | Economische Zaken | 11 mei 1973 – 19 december 1977       | KVP    |
|                                        | H. (Henk) Vredeling            | ir. H. (Henk) Vredeling (1924–2007)             | Minister                                     | Defensie | 11 mei 1973 – 1 januari 1977         | PvdA   |
|                                        | A. (Bram) Stemerdink           | mr. A. (Bram) Stemerdink (1936)                 | Minister                                     | Defensie | 1 januari 1977 – 19 december 1977    | PvdA   |
|                                        | I. (Irene) Vorrink             | mr. I. (Irene) Vorrink (1918–1996)              | Minister                                     | Volksgezondheid en Milieuhygiëne | 11 mei 1973 – 19 december 1977       | PvdA   |
|                                        | J. (Jaap) Boersma              | drs. J. (Jaap) Boersma (1929–2012)              | Minister                                     | Sociale Zaken | 6 juli 1971 – 19 december 1977       | ARP    |
|                                        | J.A. (Jos) van Kemenade        | dr. J.A. (Jos) van Kemenade (1937–2020)         | Minister                                     | Onderwijs en Wetenschappen | 11 mei 1973 – 19 december 1977       | PvdA   |
|                                        | Th.E. (Tjerk) Westerterp       | drs. Th.E. (Tjerk) Westerterp (1930–2023)       | Minister                                     | Verkeer en Waterstaat | 11 mei 1973 – 19 december 1977       | KVP    |
|                                        | T. (Tiemen) Brouwer            | mr. T. (Tiemen) Brouwer (1916–1977)             | Minister                                     | Landbouw en Visserij | 11 mei 1973 – 1 november 1973        | KVP    |
|                                        | A.P.J.M.M. (Fons) van der Stee | mr. A.P.J.M.M. (Fons) van der Stee (1928–1999)  | Minister                                     | Landbouw en Visserij | 1 november 1973 – 5 maart 1980       | KVP    |
|                                        | J.P.A. (Hans) Gruijters        | drs. J.P.A. (Hans) Gruijters (1931–2005)        | Minister                                     | Volkshuisvesting en Ruimtelijke Ordening | 11 mei 1973 – 19 december 1977       | D'66   |
|                                        | H.W. (Harry) van Doorn         | mr. H.W. (Harry) van Doorn (1915–1992)          | Minister                                     | Cultuur, Recreatie en Maatschappelijk Werk | 11 mei 1973 – 19 december 1977       | PPR    |
| Ambtsbekleders                         | Ambtsbekleders                 | Ambtsbekleders                                  | Minister / Portefeuille / Ministerie         | Minister / Portefeuille / Ministerie | Termijn                              | Partij |
|                                        | J.P. (Jan) Pronk               | drs. J.P. (Jan) Pronk (1940)                    | Minister                                     | • Ontwikkelings- samenwerking (Buitenlandse Zaken) | 11 mei 1973 – 19 december 1977       | PvdA   |
|                                        | F.H.P. (Boy) Trip              | F.H.P. (Boy) Trip (1921–1990)                   | Minister                                     | • Wetenschaps- beleid (Onderwijs en Wetenschappen) | 11 mei 1973 – 19 december 1977       | PPR    |
| Ambtsbekleders                         | Ambtsbekleders                 | Ambtsbekleders                                  | Staatssecretaris / Portefeuille / Ministerie | Staatssecretaris / Portefeuille / Ministerie | Termijn                              | Partij |
|                                        | W. (Wim) Polak                 | W. (Wim) Polak (1924–1999)                      | Staatssecretaris                             | • Agglomeratie Zaken • Rijksdienst (Binnenlandse Zaken) | 11 mei 1973 – 1 mei 1977             | PvdA   |
|                                        | L.J. (Laurens Jan) Brinkhorst  | mr. L.J. (Laurens Jan) Brinkhorst (1937)        | Staatssecretaris                             | • Europese Zaken (Buitenlandse Zaken) | 11 mei 1973 – 8 september 1977       | D'66   |
|                                        | P.H. (Pieter) Kooijmans        | mr.dr. P.H. (Pieter) Kooijmans (1933–2013)      | Staatssecretaris                             | • Internationale Samenwerking • Verenigde Naties Beleid (Buitenlandse Zaken) | 11 mei 1973 – 19 december 1977       | ARP    |
|                                        | A.P.J.M.M. (Fons) van der Stee | mr. A.P.J.M.M. (Fons) van der Stee (1928–1999)  | Staatssecretaris                             | • Fiscale Zaken • Belastingdienst (Financiën) | 11 mei 1973 – 1 november 1973        | KVP    |
|                                        | M.J. (Martin) van Rooijen      | drs. M.J. (Martin) van Rooijen (1942)           | Staatssecretaris                             | • Fiscale Zaken • Belastingdienst (Financiën) | 21 december 1973 – 14 oktober 1977   | KVP    |
|                                        | A. (Aar) de Goede              | A. (Aar) de Goede (1928–2016)                   | Staatssecretaris                             | • Financiën Lagere Overheden • Begrotingsaangelegenheden (Financiën) | 11 mei 1973 – 19 december 1977       | D'66   |
|                                        | J.F. (Jan) Glastra van Loon    | mr.dr. J.F. (Jan) Glastra van Loon (1920–2001)  | Staatssecretaris                             | • Integratie • Immigratie • Asielzaken • Vreemdelingenzaken • Rechtsbescherming • Privaatrecht • Jeugdbescherming • Kansspelen • Grondwetsherziening (Justitie)                                       | 13 juni 1973 – 27 mei 1975           | D'66   |
|                                        | H.J. (Henk) Zeevalking         | mr. H.J. (Henk) Zeevalking (1922–2005)          | Staatssecretaris                             | • Integratie • Immigratie • Asielzaken • Vreemdelingenzaken • Rechtsbescherming • Privaatrecht • Jeugdbescherming • Kansspelen • Grondwetsherziening (Justitie)                                       | 6 juni 1975 – 8 september 1977       | D'66   |
|                                        | Th.M. (Ted) Hazekamp           | Th.M. (Ted) Hazekamp (1926–1987)                | Staatssecretaris                             | • Midden- en Kleinbedrijf • Toerisme (Economische Zaken) | 11 mei 1973 – 8 september 1977       | KVP    |
|                                        | A. (Bram) Stemerdink           | mr. A. (Bram) Stemerdink (1936)                 | Staatssecretaris                             | • Materieelvoorzieningen • Militair Recht • Ruimtelijke Ordening (Defensie) | 11 mei 1973 – 1 januari 1977         | PvdA   |
|                                        | J.A. (Joep) Mommersteeg        | mr. J.A. (Joep) Mommersteeg (1917–1991)         | Staatssecretaris                             | • Personeelsbeleid (Defensie) | 11 mei 1973 – 1 maart 1974           | KVP    |
|                                        | C.L.J. (Cees) van Lent         | C.L.J. (Cees) van Lent (1922–2000)              | Staatssecretaris                             | • Personeelsbeleid (Defensie) | 11 maart 1974 – 11 september 1981    | KVP    |
|                                        | J.P.M. (Jo) Hendriks           | J.P.M. (Jo) Hendriks (1923–2001)                | Staatssecretaris                             | • Volksgezondheid • Ouderenbeleid • Gehandicaptenbeleid (Volksgezondheid en Milieuhygiëne) | 11 mei 1973 – 19 december 1977       | KVP    |
|                                        | P.J.J. (Jan) Mertens           | P.J.J. (Jan) Mertens (1916–2000)                | Staatssecretaris                             | • Sociale Zekerheid • Arbeidsomstandigheden (Sociale Zaken) | 11 mei 1973 – 19 december 1977       | KVP    |
|                                        | G. (Ger) Klein                 | dr. G. (Ger) Klein (1925–1998)                  | Staatssecretaris                             | • Hoger Onderwijs • Wetenschappelijk Onderwijs • Lerarenbeleid (Onderwijs en Wetenschappen) | 11 mei 1973 – 8 september 1977       | PvdA   |
|                                        | A. (Antoon) Veerman            | mr.dr. A. (Antoon) Veerman (1916–1993)          | Staatssecretaris                             | • Algemeen Voortgezet Onderwijs • Voorbereidend Wetenschappelijk Onderwijs • Technisch Onderwijs • BeroepsgerichtOnderwijs (Onderwijs en Wetenschappen)                                               | 11 mei 1973 – 1 september 1975       | ARP    |
|                                        | K. (Klaas) de Jong Ozn.        | drs. K. (Klaas) de Jong Ozn. (1926–2011)        | Staatssecretaris                             | • Algemeen Voortgezet Onderwijs • Voorbereidend Wetenschappelijk Onderwijs • Technisch Onderwijs • BeroepsgerichtOnderwijs (Onderwijs en Wetenschappen)                                               | 1 september 1975 – 11 september 1981 | ARP    |
|                                        | M.H.M. (Michel) van Hulten     | dr. M.H.M. (Michel) van Hulten (1930)           | Staatssecretaris                             | • Wegverkeer • Openbaar Vervoer • Spoorwegen • Scheepvaart • PTT (Verkeer en Waterstaat) | 11 mei 1973 – 19 december 1977       | PPR    |
|                                        | J.L.N. (Jan) Schaefer          | J.L.N. (Jan) Schaefer (1940–1994)               | Staatssecretaris                             | • Stadsvernieuwing (Volkshuisvesting en Ruimtelijke Ordening) | 11 mei 1973 – 8 september 1977       | PvdA   |
|                                        | M.P.A. (Marcel) van Dam        | drs. M.P.A. (Marcel) van Dam (1938)             | Staatssecretaris                             | • Woningcorporaties • Bijzondere Woonbehoeftes (Volkshuisvesting en Ruimtelijke Ordening) | 11 mei 1973 – 8 september 1977       | PvdA   |
|                                        | W. (Wim) Meijer                | W. (Wim) Meijer (1939)                          | Staatssecretaris                             | • Bijstand • Pensioenen • Armoedebeleid • Volksontwikkeling • Jeugdbeleid • Cultuurbeleid • Kunstbeleid • Mediabeleid • Sport • Recreatie • Natuurbehoud (Cultuur, Recreatie en Maatschappelijk Werk) | 11 mei 1973 – 8 september 1977       | PvdA   |
| Bron: Kabinet-Den Uyl Rijksoverheid.nl |                                |                                                 |                                              | |                                      |        |

## Kabinetsformatie
De kabinetsformatie verliep in grote lijnen als volgt:
- Tweede Kamerverkiezingen 1972: 29 november 1972
- Beëdiging kabinet: 11 mei 1973
- Duur formatie: 163 dagen
- Informateur
  - Marinus Ruppert (ARP), (4 december 1972 – 30 januari 1973) 58 dagen
- Formateur
  - Jaap Burger (PvdA), (1 februari 1973 – 4 april 1973) 62 dagen
- Informateurs
  - Dries van Agt (KVP), (10 april 1973 – 22 april 1973) 13 dagen
  - Wil Albeda (ARP), (10 april 1973 – 22 april 1973) 13 dagen
- Formateurs
  - Jaap Burger (PvdA), (23 april 1973 – 10 mei 1973) 18 dagen
  - Marinus Ruppert (ARP), (23 april 1973 – 10 mei 1973) 18 dagen

De formatie van het kabinet verliep moeizaam. De verstandhouding tussen de PvdA en de confessionele partijen ARP, KVP en CHU was beladen. Dat kwam door een aantal gebeurtenissen uit het verleden, zoals de Nacht van Schmelzer en de opstelling van de PvdA. Uiteindelijk kwam het kabinet er doordat de PvdA-formateur Jaap Burger een aantal ARP- en KVP-politici wist te overreden om in het kabinet zitting te nemen. Het kabinet rustte daardoor niet op een regeerakkoord maar werd gedoogd door de KVP en ARP. Het kan daarom een extraparlementair kabinet genoemd worden. De CHU, die samen met ARP en KVP samenwerkte om het toekomstige Christen-Democratisch Appèl (CDA) tot stand te brengen, kwam hierbij buitenspel te staan. De demissionaire minister-president Barend Biesheuvel (ARP) was totaal verrast door de totstandkoming van het kabinet.

## Reden ontslagaanvraag
In de maanden voor de crisis waren de verhoudingen tussen de progressieve drie en de christelijke partijen verslechterd. PvdA-fractievoorzitter Ed van Thijn achtte totstandkoming van de maatschappij-hervormende wetsvoorstellen een voorwaarde voor samenwerking in een volgend kabinet. De christendemocraten beschouwden dat echter als ongewenste exameneisen.
KVP en ARP hadden inmiddels besloten om samen met oppositiepartij CHU te fuseren tot een nieuwe partij, het CDA. Lijsttrekker daarvan zou vicepremier en minister van Justitie Dries van Agt (KVP) worden. Van Agt verklaarde bij zijn benoeming tot lijsttrekker op 10 december 1976 dat het CDA niet naar links en niet naar rechts zou buigen.
De positie van vicepremier en minister van Justitie Dries van Agt in het kabinet was inmiddels omstreden geraakt. In de zomer van 1976 had hij lang geworsteld met de vraag of hij wel kon aanblijven. Als minister van Justitie zou hij namelijk mogelijk een door hem ongewenste initiatiefwet van VVD en PvdA over abortus moeten ondertekenen. In november van dat jaar vluchtte bovendien de van oorlogsmisdaden verdachte zakenman Pieter Menten naar Zwitserland. Minister Dries van Agt werd daarover door vrijwel de gehele Tweede Kamer zwaar bekritiseerd.
Er bestond verschil van mening in de ministerraad over de nieuwe onteigeningswet, op dat moment in behandeling in de Tweede Kamer. Het ging daarbij om de onteigening van bouwgrond in agrarische gebieden ten behoeve van woningbouw. Om grondspeculatie tegen te gaan, wilde de progressieve meerderheid in het kabinet de agrarische gebruikswaarde van de grond nemen als basis voor vergoeding bij onteigening. De verantwoordelijke ministers van landbouw en justitie echter hielden vast aan vergoeding van de marktwaarde. In het klimaat van de naderende verkiezingen lukte het niet dit meningsverschil op te lossen.
De bewindslieden van KVP en ARP boden op 22 maart 1977 hun ontslag aan en de bewindslieden van PvdA, PPR en D'66 stelden hun portefeuilles ter beschikking. Op 28 maart 1977 besloot het kabinet in zijn geheel in demissionaire status aan te blijven tot aan de verkiezingen van 25 mei 1977, het eind van de parlementaire periode.